# Chapelle Notre-Dame-de-Belloc
Ne doit pas être confondu avec Abbaye Notre-Dame de Belloc.
La chapelle Notre-Dame-de-Belloc (Santa Maria de Bell-Lloc en catalan), appelée aussi localement chapelle du Belloch, est une chapelle romane située à Dorres en Cerdagne dans le département français des Pyrénées-Orientales en région Occitanie.

## Localisation
La chapelle est située au sud-ouest du village de Dorres, à une altitude de 1 685 mètres d'où elle offre sur la Cerdagne une vue superbe qui justifie son appellation de « Bell-Lloc » ou « beau lieu ».

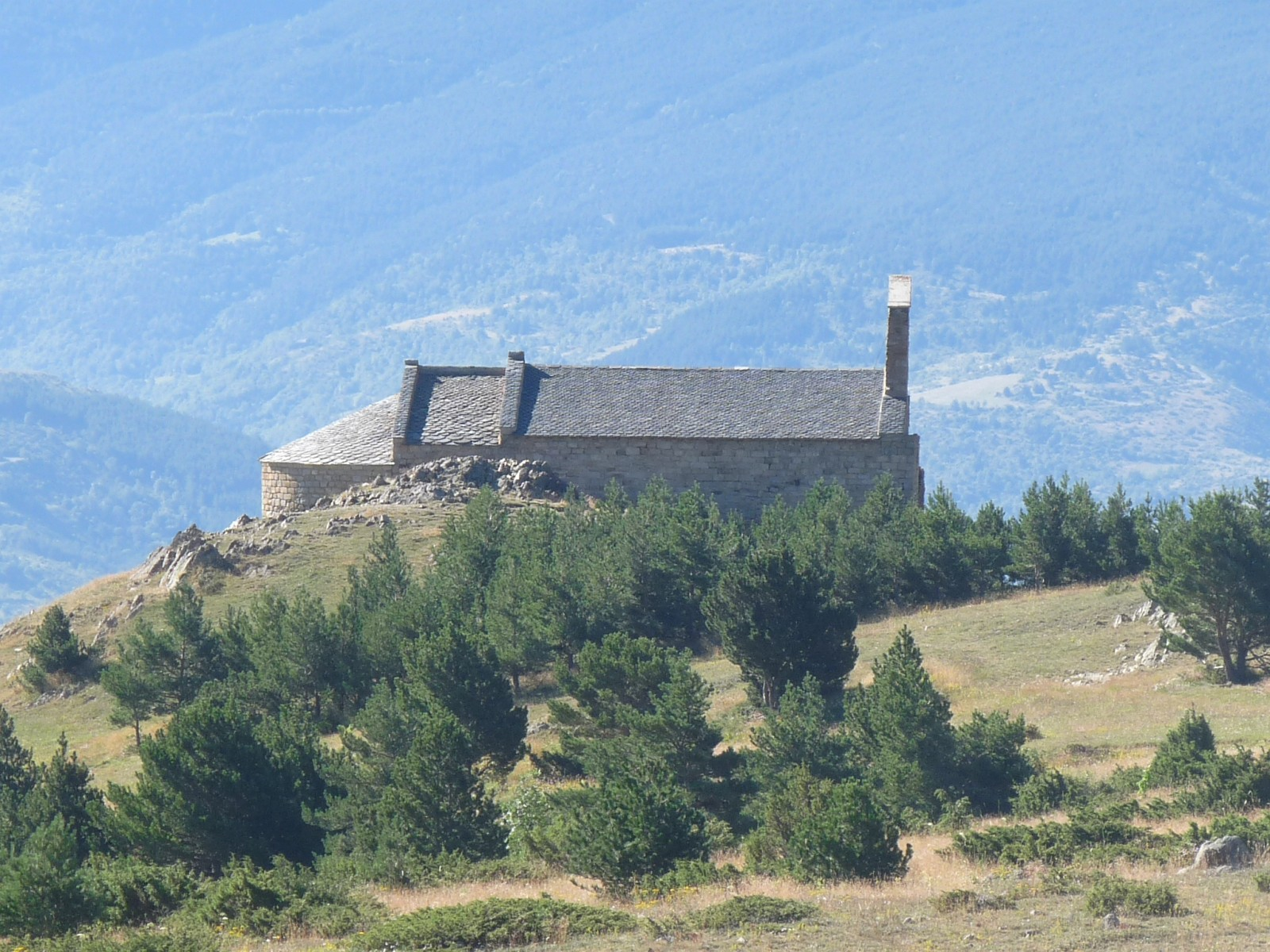
La vue sur la Cerdagne.

## Historique
Elle est mentionnée pour la première fois en 1260.
L'édifice actuel date du XIIIe siècle et a été inscrit au titre des monuments historiques le 31 décembre 1980.

## Architecture

### Architecture extérieure
La chapelle Notre-Dame-de-Belloc est édifiée en pierre de taille.
Elle comporte un chevet semi-circulaire roman, une porte méridionale de style gothique et un clocher-mur à trois baies semblable à celui des églises Saint-Fructueux de Llo, Saint-Romain de Caldégas et Saint-André d'Angoustrine.

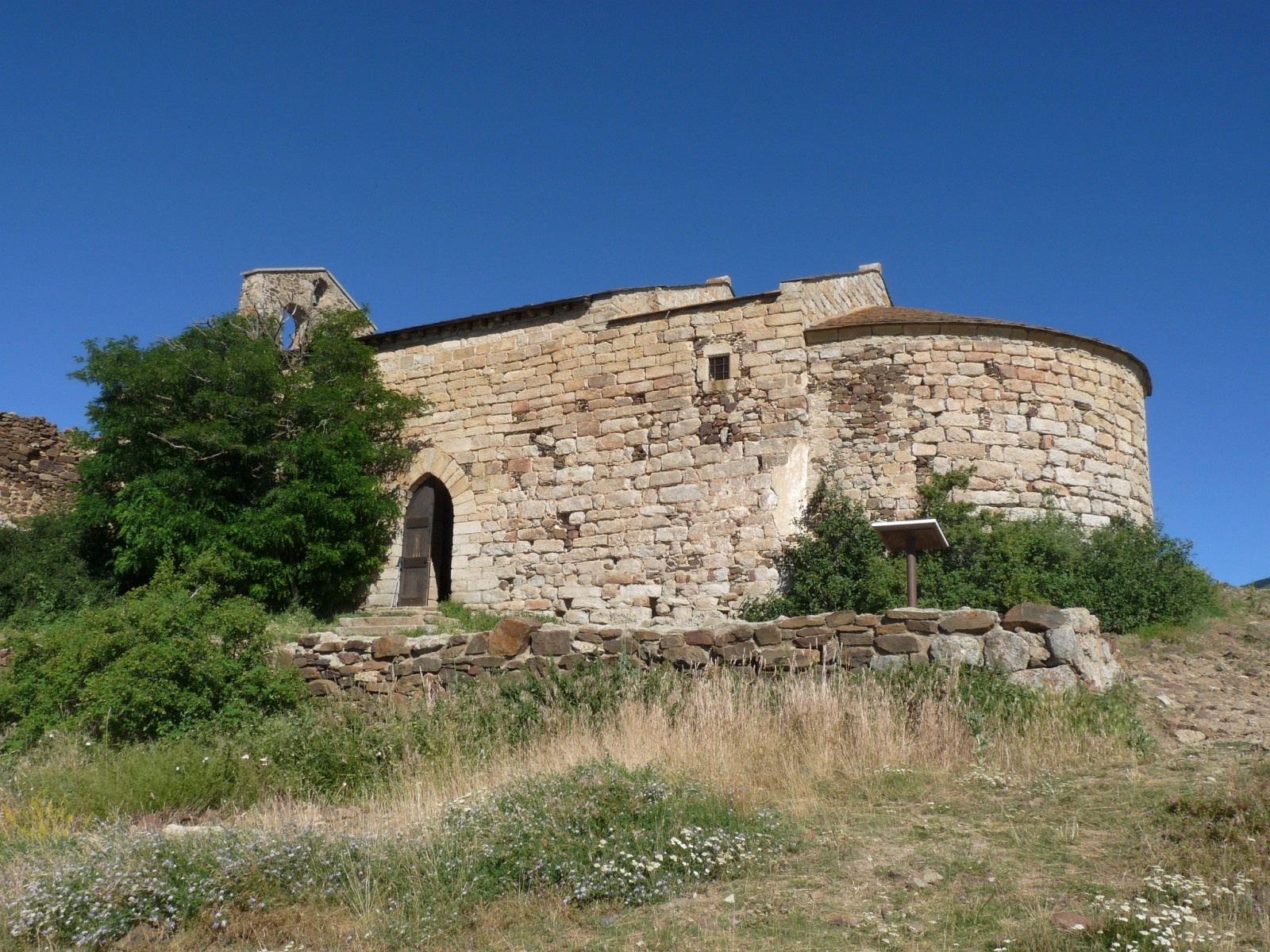
Vue du sud-est.
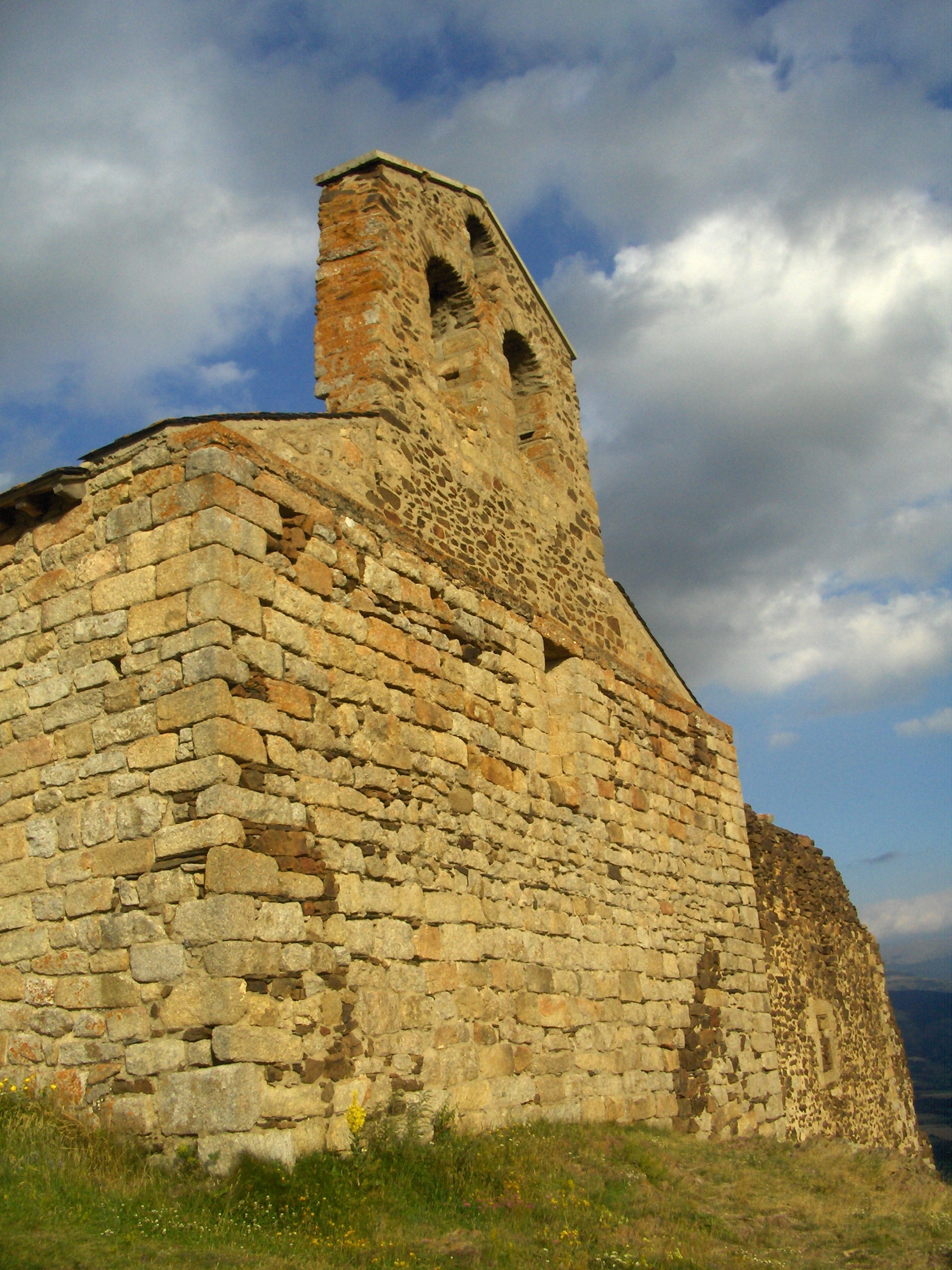
Façade aveugle ouest et clocher.
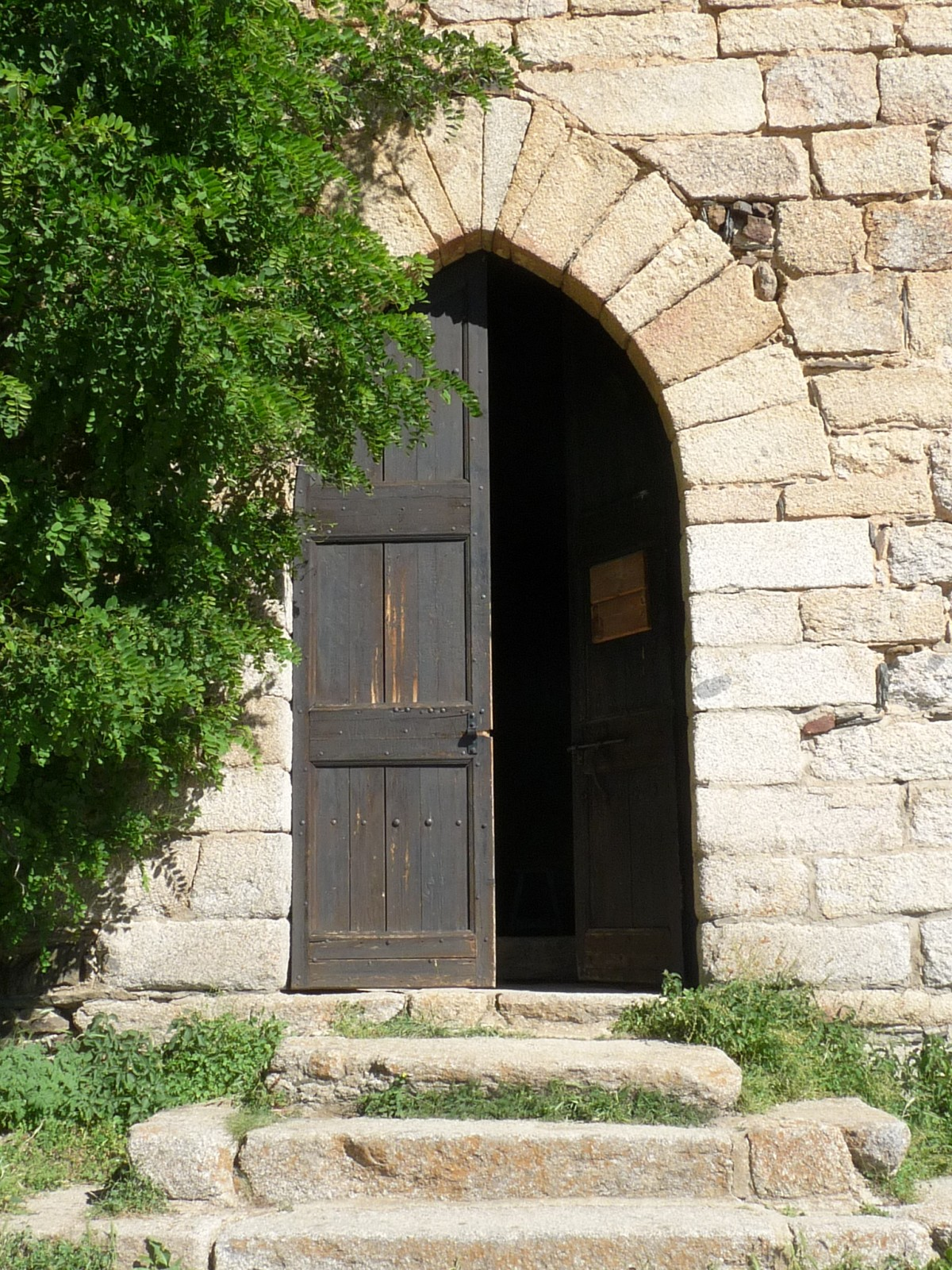
La porte d'entrée, au sud.

### Architecture intérieure
À l'intérieur, le chœur est voûté en cul-de-four.

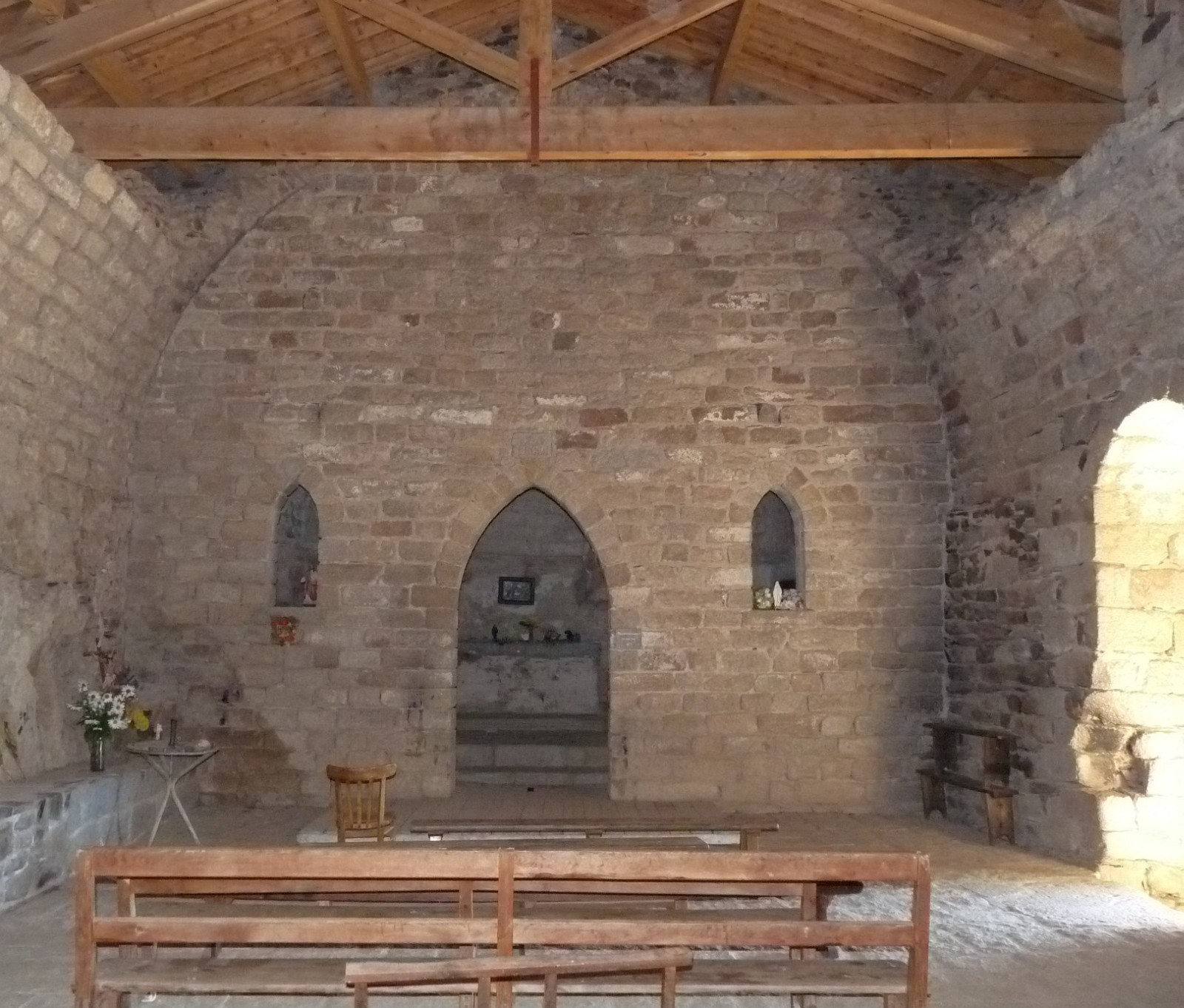
L'intérieur, vue vers le chœur.
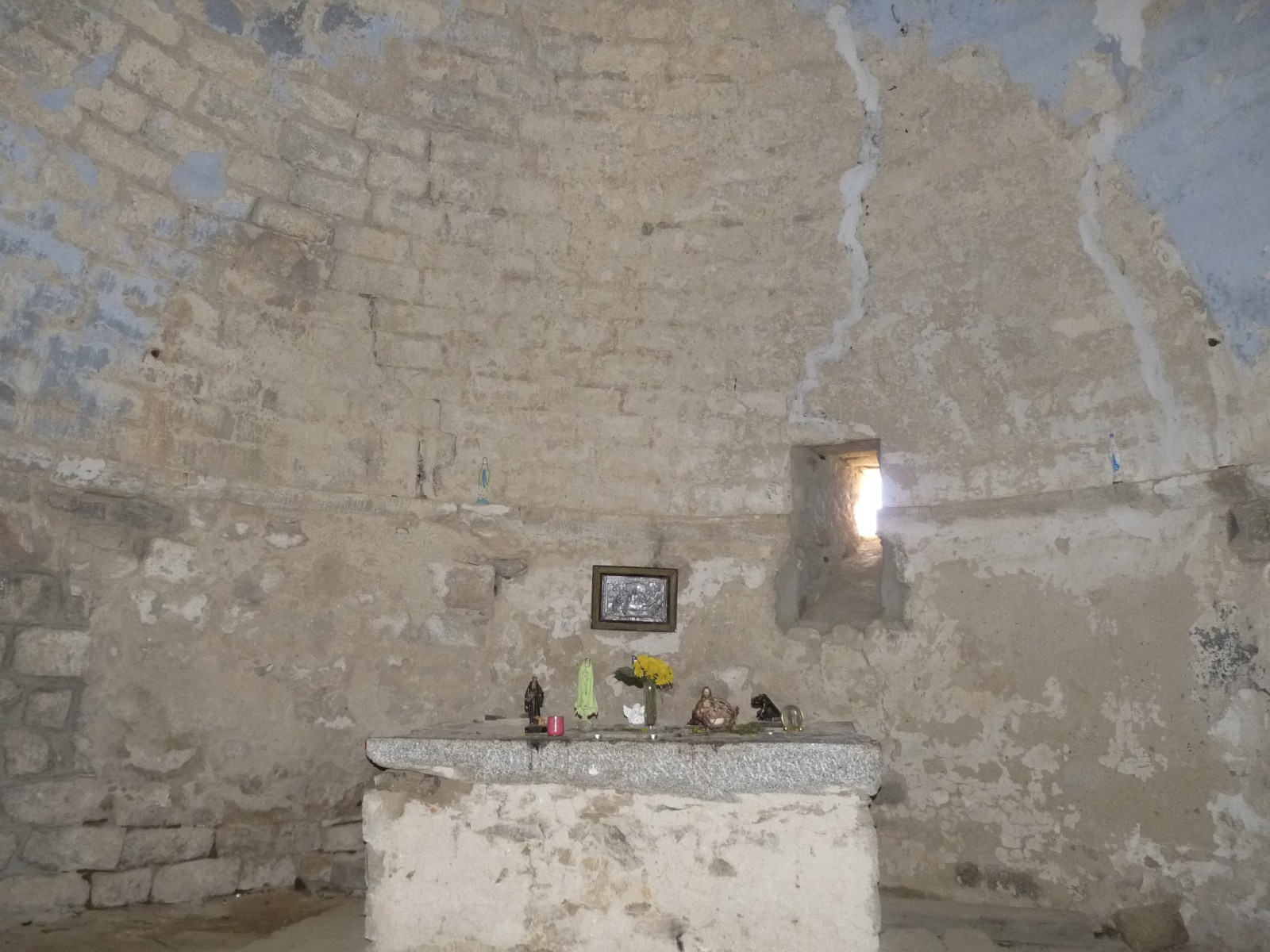
Le chœur et l'autel.